# Panzerzug Śmierć
Der Panzerzug Śmierć (deutsch: Tod) war ein polnischer Panzerzug aus der Zeit des Polnisch-Sowjetischen Krieges von 1920 und wurde noch im Zweiten Weltkrieg eingesetzt.

## Geschichte
Im August 1920 wurde auf Befehl des Oberkommandos der polnischen Armee von der Kierownictwo Budowy Pociągów Pancernych (kurz: KBPP, deutsch: Baumanagement für Panzerzüge) in Krakau ein neuer Panzerzug gebildet. Dieser sollte als dringender Ersatz für verlorene Einheiten an der Front gegen die sowjetischen Truppen eingesetzt werden. Zu dieser Zeit hatten diese die polnischen und ukrainischen Streitkräfte aus der westlichen Ukraine vertrieben und stießen in Richtung Warschau vor. Somit wurde in den Zieleniewski-Werken in Krakau unter Hochdruck ein neuer Panzerzug gebildet. Der Name des neuen Panzerzuges sollte zuerst Śmierć komunie (deutsch: Tod dem Kommunismus) lauten, angelehnt an den sowjetischen Panzerzug Smiert‘ Direktorii (deutsch: Tod dem Direktorat) oder Smiert‘ parazitam (deutsch: Tod den Parasiten). Das polnische Hauptquartier war jedoch dagegen und akzeptierte nur den Namen Śmierć. Zusätzlich erhielt der neue Panzerzug die Nummer 23 und wurde fortan unter der Bezeichnung Pociąg Pancerny 23 „Śmierć“ (kurz: P.P. 23 „Śmierć“) gelistet. Ein zweiter Panzerzug mit dem Namen Bartosz Głowacki wurde zur gleichen Zeit in Krakau aufgestellt.

## Technische Daten

### Lokomotiven

Ungepanzerte Dampflokomotive Preußische G 5.1 oder Ti1

Ungepanzerte Dampflokomotive Preußische G 5.3 oder Ti3

Die erste Dampflokomotive des Panzerzug Śmierć war eine vollgepanzerte Preußische G 5.1. Diese wurde 1900 in den Schichau-Werken mit der Werksbezeichnung Schichau 1900/1088  hergestellt. Zwischen 1900 und 1918 wurde die Lokomotive bei den preußischen Staatseisenbahnen mit der Betriebsnummer OST 4018 eingesetzt und erhielt nach dem Ersten Weltkrieg und der Übergabe an Polen die Bezeichnung Ti1-26. 1920 wurde sie in Polen mit einer kompletten Panzerung versehen. Diese Lokomotive wurde bis zur Umstrukturierung im Januar 1930 vom Panzerzug genutzt.
Die zweite Dampflokomotive war eine Preußische G 5.3, die in Polen gepanzert wurde. Diese Lokomotive wurde 1904 bei Hanomag mit der Werksnummer 4118 gebaut. Zwischen 1904 und 1918 wurde die Lokomotive bei den preußischen Staatseisenbahnen mit der Betriebsnummer Danzig 4025 eingesetzt und erhielt nach dem Ersten Weltkrieg und der Übergabe an Polen die Bezeichnung Ti3-5. Mit der Gründung der Polskie Koleje Państwowe (deutsch: Polnische Staatsbahnen) im Jahr 1926 wurde die Bezeichnung in PKP Ti3-5 abgeändert.

### Artilleriewagen

#### 1924 – 1930
Der Panzerzug Śmierć verfügte 1924 über einen Artilleriewagen vom Typ I, welche 1920 im Cegielski-Werk in Posen entworfen und gebaut wurden. Vorher wurde dieser Artilleriewagen beim Panzerzug Generał Sosnkowski eingesetzt. Die Basis war ein vierachsiger preußischer Flachwagen mit einer Länge von 13 Metern. Die Seriennummer des Wagens war 699 053. Die Bewaffnung bestand aus zwei Geschützen in hohen zylindrischen Geschütztürmen an den Enden der Wagen. Sie hatten einen Schusswinkel von 270°. Einer der Türme hatte eine Barbette, die auf dem Wagenboden montiert war, während der zweite auf einer erhöhten saß. Weiterhin waren die Geschütztürme geschweißt. Nach der Einlagerung 1923 wurde der Wagen wieder an den Panzerzug Generał Sosnkowski zurückgegeben.
Der zweite Artilleriewagen des Panzerzuges Śmierć war ein offener Güterwagen vom Typ Omku mit der Seriennummer Omku 66 293 und stammte vom Panzerzug Bartosz Głowacki. Dieser wurde mit Stahlplatten gepanzert, erhielt ein gepanzertes Dach mit einem zentralen Geschützturm darauf. Damit konnte die Besatzung in einem Winkel von 360° feuern. Als Bewaffnung dienten jeweils eine 7,62-cm-Feldkanone Putilov M.1902. Anfang der 1930er Jahre wurden der Wagen modernisiert und die Bewaffnung standardisiert. Die Geschütztürme erhielten je eine 7,5-cm-Feldkanone 1902/26. An den Seiten wurden je zwei schwere 7,92-mm-Maschinengewehre 08 eingebaut. Nach der Demobilisierung und Einlagerung der Züge im Winter 1923 wurden ´der Artilleriewagen neu nummeriert und erhielt die Nummer 398 624. 1939 wurde dieser Wagen an einen Übungszug abgegeben und während des Zweiten Weltkrieges bei diesem eingesetzt.

#### 1930 – 1939

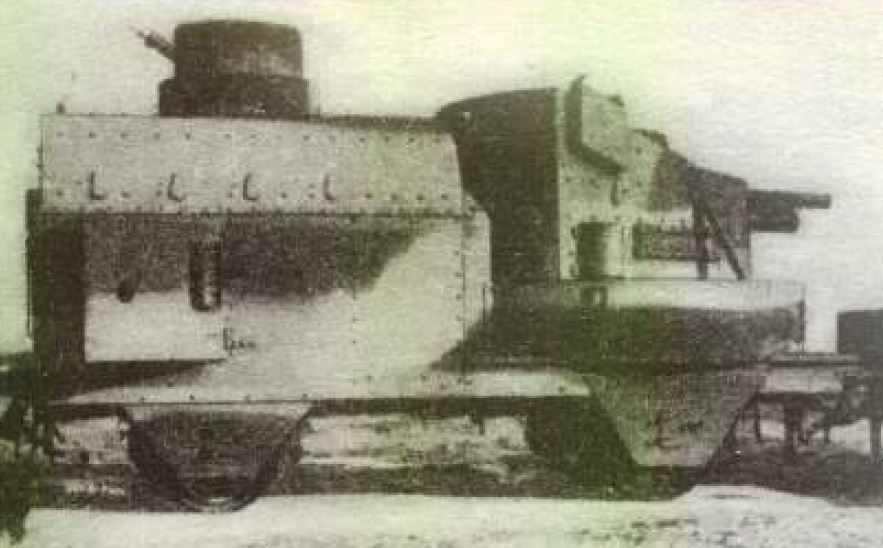
Artilleriewagen des Panzerzug Śmierć

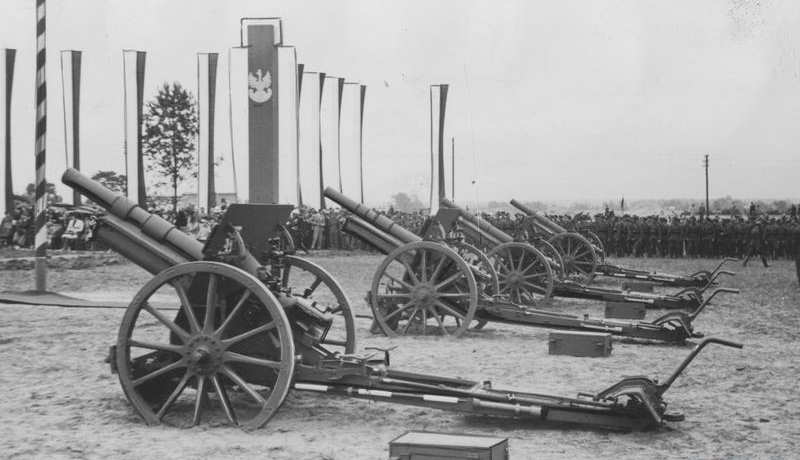
10-cm-Haubitze 1914/19A

Ab Januar 1930 wurden dem Panzerzug Śmierć zwei zweiachsige Artilleriewagen mit den Seriennummern 141 455 und 141 164 zugeteilt. Diese waren Artilleriewagen des österreichisch-ungarischen Standardtyps, welcher von den MAV-Eisenbahnwerkstätten und der MÁVAG-Fabrik in Budapest gebaut wurden. Ursprünglich in den österreichisch-ungarischen Panzerzügen Panzerzug III und Panzerzug VIII eingesetzt, kamen sie 1918 in polnischen Besitz und wurden erst im Panzerzug Piłsudczyk (141 455) und Panzerzug Śmierć (141 164) eingesetzt. Später fuhren beide Wagen beim Panzerzug Zagonczyk. Ende der 1920er Jahre wurden beide Wagen modernisiert und gingen komplett zum Panzerzug Śmierć.
Jeder Wagen war mit einer Kanone in einem Geschützturm am Ende des Wagens ausgerüstet. Die Geschütztürme waren keilförmig und um eine Marine-Geschützhalterung herum aufgebaut. Der Schusswinkel in beiden Türmen betrug 240°. Zu Beginn waren die Geschütztürme mit einer 7-cm-Schifsskanone L/30 bewaffnet. 1920 wurden diese jedoch durch 8-cm-Feldkanonen M. 05/08 ersetzt. 1925 gab es nächste Modernisierung und die Geschütze wurden durch russische 7,62-cm-Feldkanonen 1902 ausgetauscht. Anfang 1930 gab es dann die letzte Änderung bei der Bewaffnung, als polnische 7,5-cm-Feldkanonen wz. 02/26 eingebaut wurden. Zur Nahverteidigung wurde jeder Artilleriewagen mit zwei schweren 7,92-cm-Maschinengewehren 08 in den Türen ausgerüstet. Ebenfalls 1930 erhielten die Wagen ein Flugabwehr-Maschinengewehr in einem kleinen Geschützturm auf dem Dach. Dies hatte einen Höhenrichtwinkel von maximal 90°. Für die Maschinengewehre wurden 3750 Schuss und für die Geschütze 120 Artilleriegeschosse mitgeführt.
Die Panzerung der Wagen bestand aus 12 mm dicken Stahlplatten. Die österreich-ungarische Armee hatte im Inneren die Panzerung durch 40 mm dicke Eichenholzbalken und einer zweiten Schicht aus 9 mm dicken Stahlblech verstärkt. Die Länge der Wagen mit Puffer betrug 7,53 m und das Gewicht war mit 21 t angegeben. Die Besatzung bestand aus 12 bis 15 Soldaten.
Während der Mobilmachung im September 1939 erhielt der Panzerzug Nr. 15 einen Artilleriewagen mit einer Haubitze und der Seriennummer 430 047. Dieser Ersetzte den Artilleriewagen 141 455. Dieser war ein zweiachsiger Wagen, welcher im Sommer 1920 in Lemberg nach einem polnischen Entwurf von der KBPP gebaut wurde. Die Bewaffnung des Wagens bestand aus einer 10-cm-Haubitze 1914/19A (Škoda) in einem drehbaren Geschützturm mit einem Schusswinkel von 360°. Zur Nahverteidigung besaß auch dieser Wagen zwei 7,92-cm-Maschinengewehre 08 an den Seiten und ein Flugabwehr-Maschinengewehr in einem kleinen Geschützturm auf dem Dach.

### Sturmwagen

#### 1924 – 1930
Der Sturmwagen war für den Transport des Infanterie-Sturmzuges vorgesehen. 1924 wurde dem Panzerzuges Śmierć auf dem Papier ein Sturmwagen mit der Seriennummer 425 627zugeteilt. Dieser hatte eine rechteckige Form mit abgerundeter Oberkante. Das Fahrgestell war ein polnischer Flachwagen mit 10 m länge. Als Bewaffnung besaß der Wagen vier 7,92-mm-Maschinengewehre wz. 08, zwei an jeder Seite. In diesem Sturmwagen fanden 32 Infanteristen Platz, zusammen mit acht Soldaten Wagenbesatzung. Zur Ausrüstung gehörte ein Langstreckenfunkgerät RKD/P mit einer Reichweite von bis zu 100 km. Bei Telegrafie erreichte das Gerät eine Reichweite von 50 – 80 km. Dieses war in einer separaten Funkkabine in der Mitte des Wagens untergebracht. Zum Betreiben des Funkgerätes gab es einen eigenständigen Stromgenerator zur Stromerzeugung, Batterien und eine umlaufende Rahmenantenne. Dieser Wagen wurde 1930 an den Panzerzug Paderewski übergeben.

#### 1930 – 1939

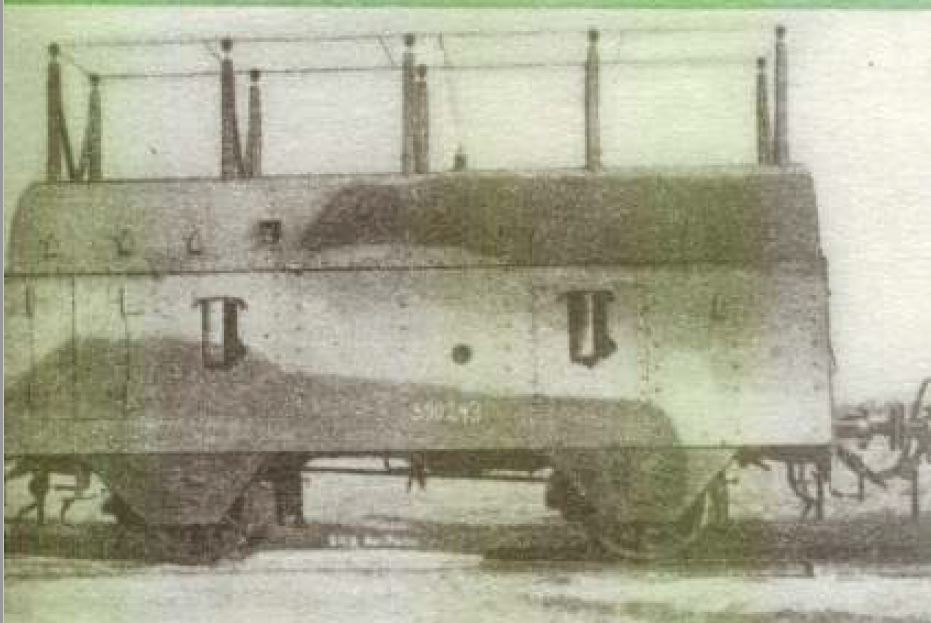
Sturmwagen mit Rahmenantenne

1930 erhielt der Panzerzug Śmierć einen neuen Sturmwagen aus Basis eines österreichisch-ungarischen Sturmwagen, welcher Anfang 1930 umgebaut wurde. Dabei erhielt er die Seriennummer 390 243. Eine Besonderheit dieses Typs war es, dass er einen Wassertank und einen Kohlekasten für die Lokomotive unter dem Fahrgestell mitführte. Weiterhin wurden an jeder Seite zwei Schießscharten für Maschinengewehre angebracht und jede Seite erhielt eine kleine, zweiflügelige Tür am Ende des Wagens. Zu Beginn eingesetzt im österreichisch-ungarischen Panzerzug I und Panzerzug VIII wurde er 1918 bis 1921 im Panzerzug Śmiały und 1929 im Panzerzug Zagończyk eingesetzt.
In den frühen 1930er Jahren wurde der Sturmwagen mit einem Langstrecken-Mittelwellenradiosender RKD/P sowie einem Stromgenerator und einer 24-V-Batteriebank ausgerüstet. Das Funkgerät hatte eine Reichweite von 50 – 80 km. Um eine solche Reichweite erzielen zu können, wurde auf dem Wagendach eine umlaufende Rahmenantenne montiert.

### Abstoßwagen
An beiden Enden des Zuges befanden sich jeweils ein zweiachsiger Flachwagen, welche als Abstoßwagen dienten. Sie dienten dazu, den Panzerzug vor Minen oder Entgleisung zu schützen und Gefahren vor den wichtigen Wagen zu beseitigen. Zusätzlich dienten sie zum Transport von Material wie Schienen, Bahnschwellen, Fahrrädern oder sonstigem Material. Die Flachwagen waren vom Typ Pdks VIII C mit einem Eigengewicht von 10 t und einer Länge von 17,5 m.

## Einsatz

### Polnisch-Sowjetischer Krieg
Am 18. August 1920 wurde der noch nicht komplett fertige Panzerzug Śmierć am Bahnhof Grzegórzki in Krakau feierlich eingeweiht und der Armee übergeben. Direkt im Anschluss wurde er, aufgrund der schwierigen Lage an der Front, direkt in die Gegend von Łowicz und Nieszawa verlegt und der 5. polnischen Armee zugeteilt. Zur gleichen Zeit war die die Schlacht bei Warschau mit einem polnischen Sieg zu Ende gegangen und der Panzerzug wurde nur noch für Patrouillen eingesetzt. Einige Tagte später wurde er nach Lublin verlegt und der 3. polnischen Armee an der Zentralfront zugeteilt. Hier kam es zu mehreren Kämpfen gegen die 1. sowjetische Kavalleriearmee in der Nähe von Zamość.
Ende September wurde der Panzerzug Śmierć in die Gegend von Brest-Litowsk verlegt und zusammen mit dem Panzerzug Mściciel zur Überwachung einer Brücke über den Muchawez eingesetzt. Wenige Tage später wurde der Panzerzug erneut verlegt, diesmal in den Raum Vilnius. Dort nahm er an der Operation zur Besetzung der Stadt Vilnius teil, welche am 8. Oktober 1920 unter dem Vorwand einer Meuterei von General Lucjan Żeligowski initiiert wurde. Aus Gründen der Tarnung wurde der Panzerzug zu dieser Zeit in Panzerzug Pogoń (deutsch: Jagd) umbenannt. Als es am 18. Oktober zum Waffenstillstand kam, wurde der Name wieder in Panzerzug Śmierć geändert und der Panzerzug zurück nach Polen verlegt.

### Zwischenkriegszeit
Nach dem Krieg wurde der Panzerzug Śmierć als einer von zwölf Panzerzügen weiter im Dienst gehalten. Zu dieser Zeit wurden auch die teilweise improvisierten Wagen des Zuges durch modernisierte Wagen ausgetauscht. Im Jahr 1923 wurde dem Panzerzug die Nummer 8 zugeteilt. Im Winter 1923 auf 1924 wurde der Panzerzug Śmierć, wie fast alle anderen zwölf Panzerzüge, demobilisiert und eingelagert. Dabei erhielt er nun die Nummer 4 und sollte im Falle einer Mobilisierung zusammen mit dem Panzerzug Paderewski die 2. Panzerzugdivision in Legionowo bilden.
1927 wurde der Panzerzug Śmierć der 1. Panzerzugdivision in Legionowo zugeordnet. Bei der letzten Reorganisation der polnischen Panzerzüge im Januar 1930 wurde die gesamte Anzahl an Panzerzügen auf zehn reduziert und der Panzerzug Śmierć erhielt die endgültige Wagenzusammenstellung. Im August 1939 bildete der Panzerzug mit der neuen Nummer 15 und ohne den Namen Śmierć mit vier anderen Panzerzügen die 1. Panzerzugdivision.

### Zweiter Weltkrieg

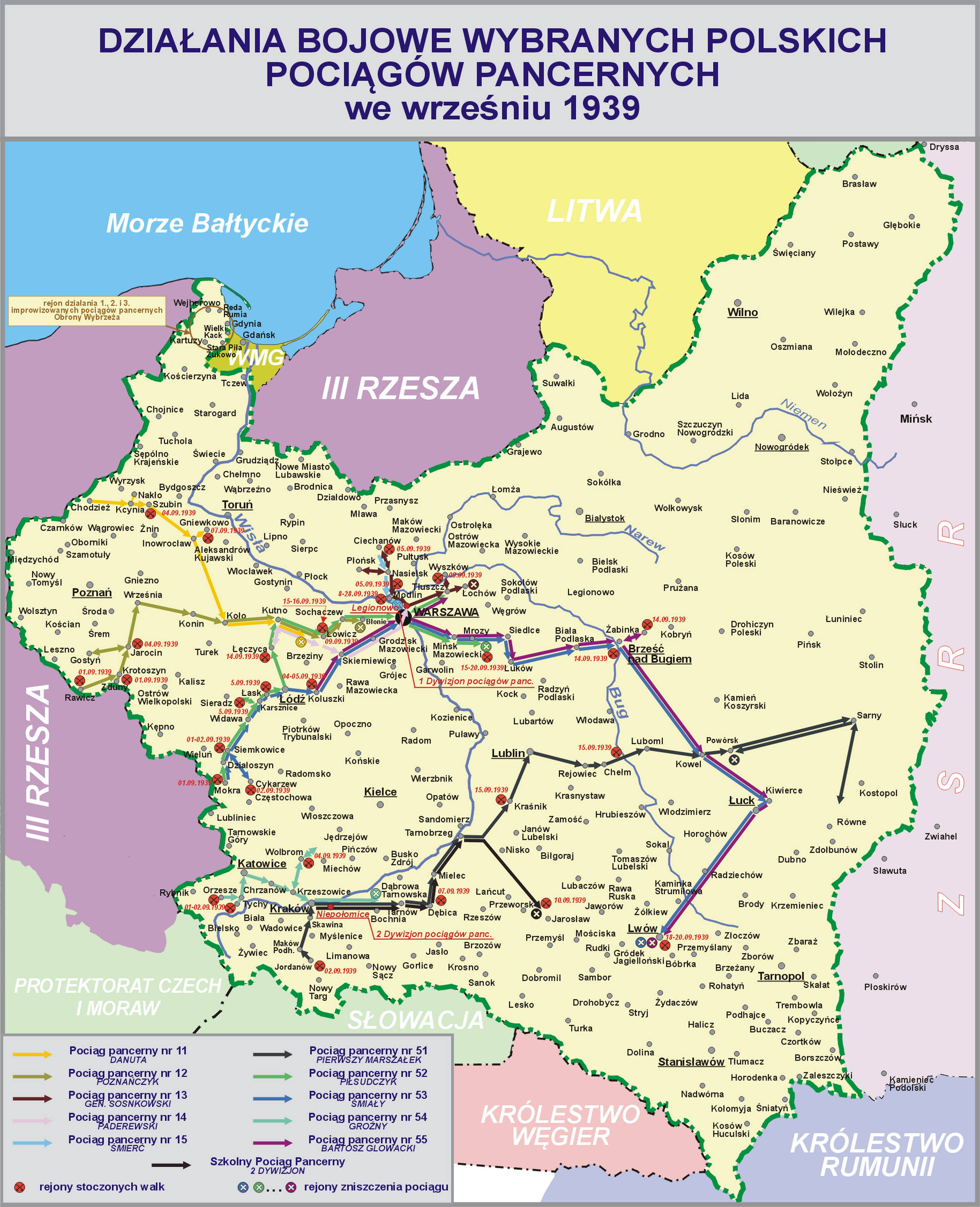
Kampfhandlungen ausgewählter polnischer Panzerzüge im September 1939

Als die Wehrmacht am 1. September 1939 in Polen einmarschierte, wurde im ganzen Land die allgemeine Mobilmachung ausgerufen. Der Panzerzug Śmierć wurde jedoch erst am 4. September in Legionowo mobilisiert und der Armee Modlin zugeteilt. Am nächsten Tag fuhr der Panzerzug auf der Strecke zwischen Nasielsk und Ciechanów zusammen mit dem Panzerzug Nr. 13. Beide erfüllten dort Aufklärungsaufträge und berichteten durchgehend dem Armeestab. Während der Patrouille einer Panzerdraisine vom Typ Tatra des Draisinenzuges, wurde diese in der Nähe der Stadt Nasielsk durch Panzerabwehrkanonen zerstört.
Am 8. September wurde der Panzerzug dem Hauptquartier der Festung Modlin unterstellt. Am nächsten Tag verlor der Panzerzug den Kontakt zum Hilfszug, da eine Brücke über den Bug beschädigt wurde und nicht mehr passierbar war. Infolgedessen operierte dieser ohne seinen Hilfszug, welcher zurück nach Leginowo und dann nach Warschau fuhr. Als am 13. September die Belagerung von Modlin begann, wurde der Panzerzug als mobile Artillerie im Festungsgebiet eingesetzt. Er operierte dabei auf der mehrere Kilometer langen Strecke zwischen den Bahnhöfen Modlin und Pomiechówek mit großer Effizienz und unterstützte das 32. polnische Infanterieregiment der 28. polnischen Infanteriedivision bei der Verteidigung von Pomiechówek.
Am 19. September kam es zu einem Artillerieduell mit dem deutschen Panzerzug 7, welcher auf der Strecke zwischen Nasielsk und Pomiechówek operierte, jedoch ohne nennenswerte Schäden auf beiden Seiten. In der Nacht vom 22. September griff das II. polnische Regiment des 36. polnischen Bataillons in der Nähe von Pomiechówek an und drängte die deutschen Truppen am rechten Ufer des Flusses Wkra zurück. Aufgrund von feindlicher Artillerieüberlegenheit und Munitionsmangel wurde der Panzerzug in den nächsten Tagen selten eingesetzt.
Am 25. September 1939 wurde der Sturmwagen von deutscher Artillerie getroffen und brannte vollständig aus. Durch dieses Feuer wurde auch die Lokomotive schwer beschädigt. Am 29. September kapitulierte die Festung Modlin als einer der letzten polnischen Widerstandspunkte. Die Besatzung des ehemaligen Panzerzug Nr. 15 zerstörte die restliche Bewaffnung und begab sich in Kriegsgefangenschaft. Die Fahrzeuge des Panzerzuges wurde von der Wehrmacht nicht weiter eingesetzt.

## Zugpersonal
Zur Zeit der Aufstellung des Panzerzug Śmierć stammte der Großteil der Besatzung vom zerstörten Panzerzug Piłsudczyk-szeroki.
- Zugkommandant Leutnant Henryk Amrogowicz (1920 – 1923)[8]
- Zugkommandant Leutnant Czesław Kowalski (1923 – 1924)
- Zugkommandant Hauptmann Kazimierz Tadeusz Kubaszewski (1. September 1939 – 29. September 1939)
- stellvertretender Zugkommandant Leutnant Germiński (1. September 1939 – 20. September 1939)
- stellvertretender Zugkommandant Leutnant Zbigniew Frej (20. September 1939 – 29. September 1939)[9]

## Zugzusammensetzung

### 1920 – 1923
- 1 × gepanzerte Dampflokomotive Ti1-26
- 1 × Artilleriewagen
- 2 × Sturmwagen
- 1 × Scheinwerferwagen
- 1 × Flachwagen
- 1 × Artilleriewagen (bis Oktober 1920)[2]

### 1924 – 1930
- 1 × gepanzerte Dampflokomotive Ti1-26
- 1 × vierachsiger Artilleriewagen (Seriennummer: 699 053)
- 1 × zweiachsiger Artilleriewagen (Seriennummer: 398 624)
- 1 × Sturmwagen (Seriennummer: 425 627)[2]

### 1930 – 1939
Die folgende Auflistung wird von vorne nach hinten aufgeführt.
- 1 × Abstoßwagen
- 1 × Artilleriewagen (Seriennummer: 141 455)
- 1 × Sturmwagen (Seriennummer: 390 243)
- 1 × gepanzerte Dampflokomotive Ti3-5
- 1 × Artilleriewagen (Seriennummer: 141 164)
- 1 × Abstoßwagen[2]

### September 1939
- 1 × Abstoßwagen
- 1 × Artilleriewagen (Seriennummer: 430 047)
- 1 × Sturmwagen (Seriennummer: 390 243)
- 1 × gepanzerte Dampflokomotive Ti3-5
- 1 × Artilleriewagen (Seriennummer: 141 164)
- 1 × Abstoßwagen[2]

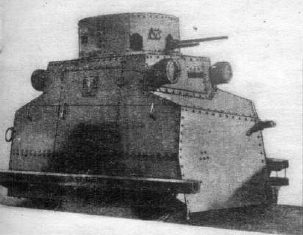
Panzerdraisine Tatra T18

Zusätzlich verfügte der Panzerzug über
- 1 × Draisinenzug, ausgerüstet mit zwei Panzerdraisinen Tatra T18
- 1 × ungepanzerter Hilfszug, bestehend aus 27 Wagen:[7]
  - 1 × Lokomotive mit Tender
  - 12 Personenwagen
  - 1 × Bürowagen
  - 2 × Munitionswagen
  - 1 × Brennstoffwagen
  - 1 × Vorratswagen
  - 1 × Sanitätswagen
  - 1 × Küchenwagen
  - 1 × Werkstattwagen
  - 1 × offener Kohlewagen
  - 1 × Wassertankwagen
  - 5 × Flachwagen